# Alloclita delozona
Alloclita delozona is een vlinder uit de familie prachtmotten (Cosmopterigidae). De wetenschappelijke naam van deze soort is voor het eerst geldig gepubliceerd in 1919 door Meyrick.
De soort komt voor in tropisch Afrika.